# Edificio Instituto Biológico Argentino
La antigua sede del Instituto Biológico Argentino se encuentra en Avenida Rivadavia 1745, frente a la Plaza Congreso, en la ciudad de Buenos Aires, Argentina. Está en manos de la Auditoría General de la Nación y allí funciona su sede desde el 10 de diciembre de 2014 cuando, tras las obras de remodelación, fue reinaugurado por la presidenta Cristina Fernández de Kirchner.

## Historia
El edificio fue proyectado para el Instituto Biológico Argentino, a petición del prestigioso médico italiano Silvio Dessy el arquitecto Atilio Locati comenzó con las obras en el año 1924, la construcción estuvo a cargo de la GEOPÉ. La planta baja y los dos primeros pisos fueron ocupados por el Instituto, y los niveles superiores fueron destinados a viviendas de renta (alquiler).

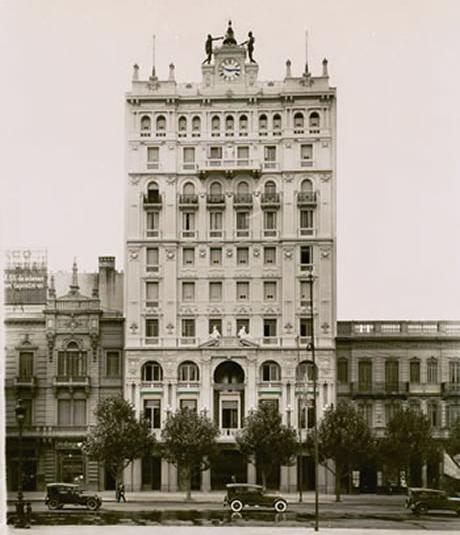
El inmueble en 1927.

La fachada del edificio está diseñada en estilo veneciano, y el elemento que se destaca por sobre todo es el imponente conjunto escultórico de más de 4 tn con campana que encierra un reloj, en la cornisa. Aparentemente, habría sido inspirado por el famoso campanario de la Torre dell'Orologio (también llamado "Reloj de los Moros). Esta obra de arte fue realizada en Italia por la firma Fratelli Miroglio de Turín e instalada en ese sitio en 1926. El grupo posee dos grandes figuras (cada una mide tres metros y medio) realizadas en bronce y fundición de hierro que aparentan golpear la campana de bronce y plata de dos toneladas que está sobre el reloj. El cuadrante de este mide dos metros y medio de diámetro y su mecanismo posee un contrapeso de 500 kg que se encuentra encerrado en un hueco que llega hasta el sótano.
Luego de alojar al Instituto Biológico Argentino, el edificio fue expropiado en 1948 por el gobierno para instalar el Instituto Nacional de Previsión Social y donde aparentemente instaló uno de sus despachos Eva Perón (Fabio Grementieri, La Nación del 3-1-2014). En la década de 1990 pasó por manos de la Ansés (Administración Nacional de la Seguridad Social) y la DGI (Dirección General Impositiva), hasta que finalmente en 1997 fue destinado a la Auditoría General de la Nación.
La remodelación comenzó, pero fue paralizada en 2001 para retomarse recién en 2003. Desde el año 2006, el edificio está desocupado, mientras la Presidencia de la Nación, en colaboración con la Comisión Nacional de Museos y Monumentos y Lugares Históricos iniciaron una obra de restauración general que fue suspendida en 2007, y retomada en 2012.
El 10 de diciembre de 2014, en el marco de los 31 años del regreso al sistema democrático en la Argentina, la presidenta Cristina Fernández de Kirchner inauguró oficialmente la nueva sede de la Auditoría General de la Nación.

## Galería

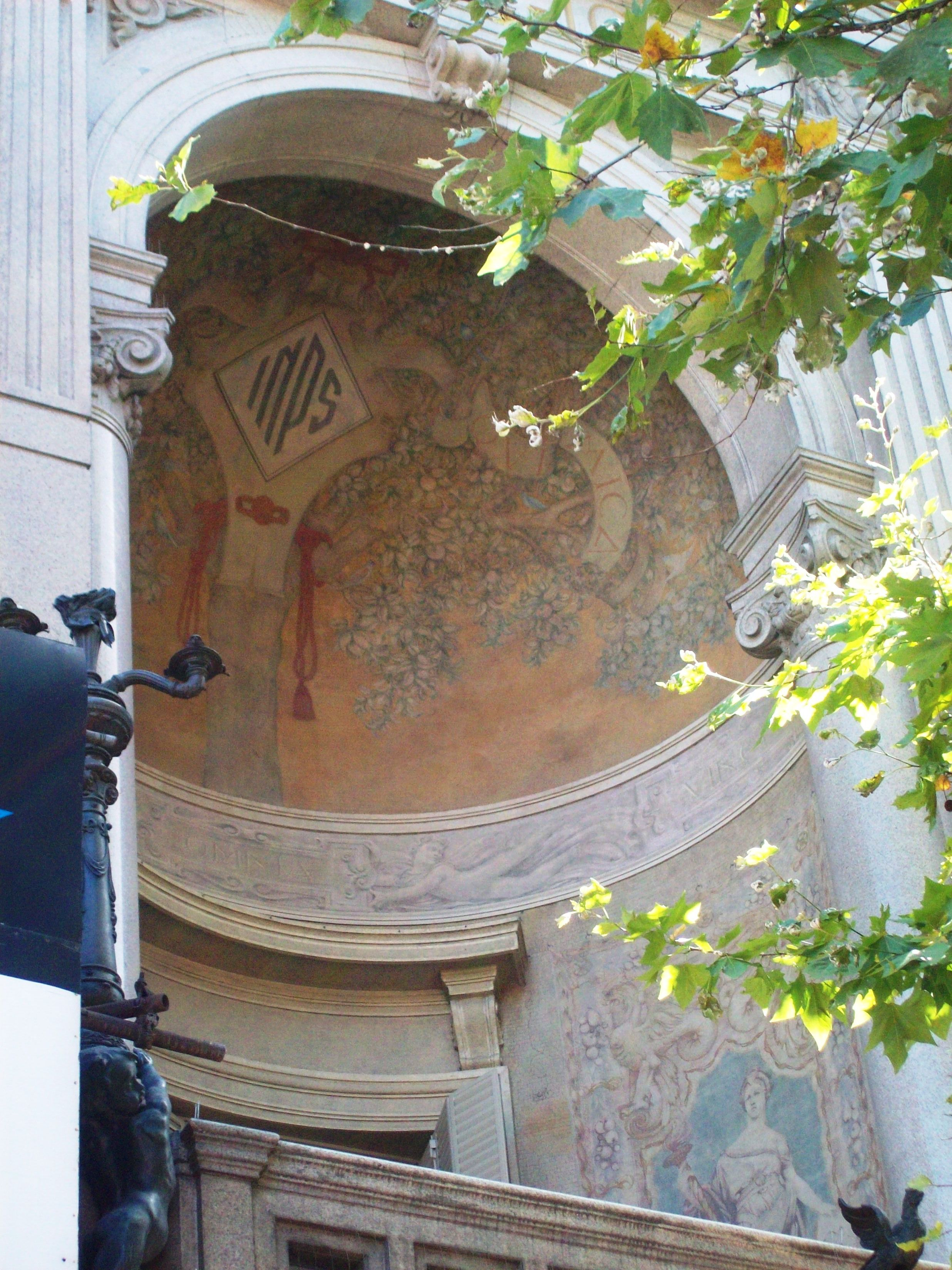
Detalle de un balcón adentrado al edificio.
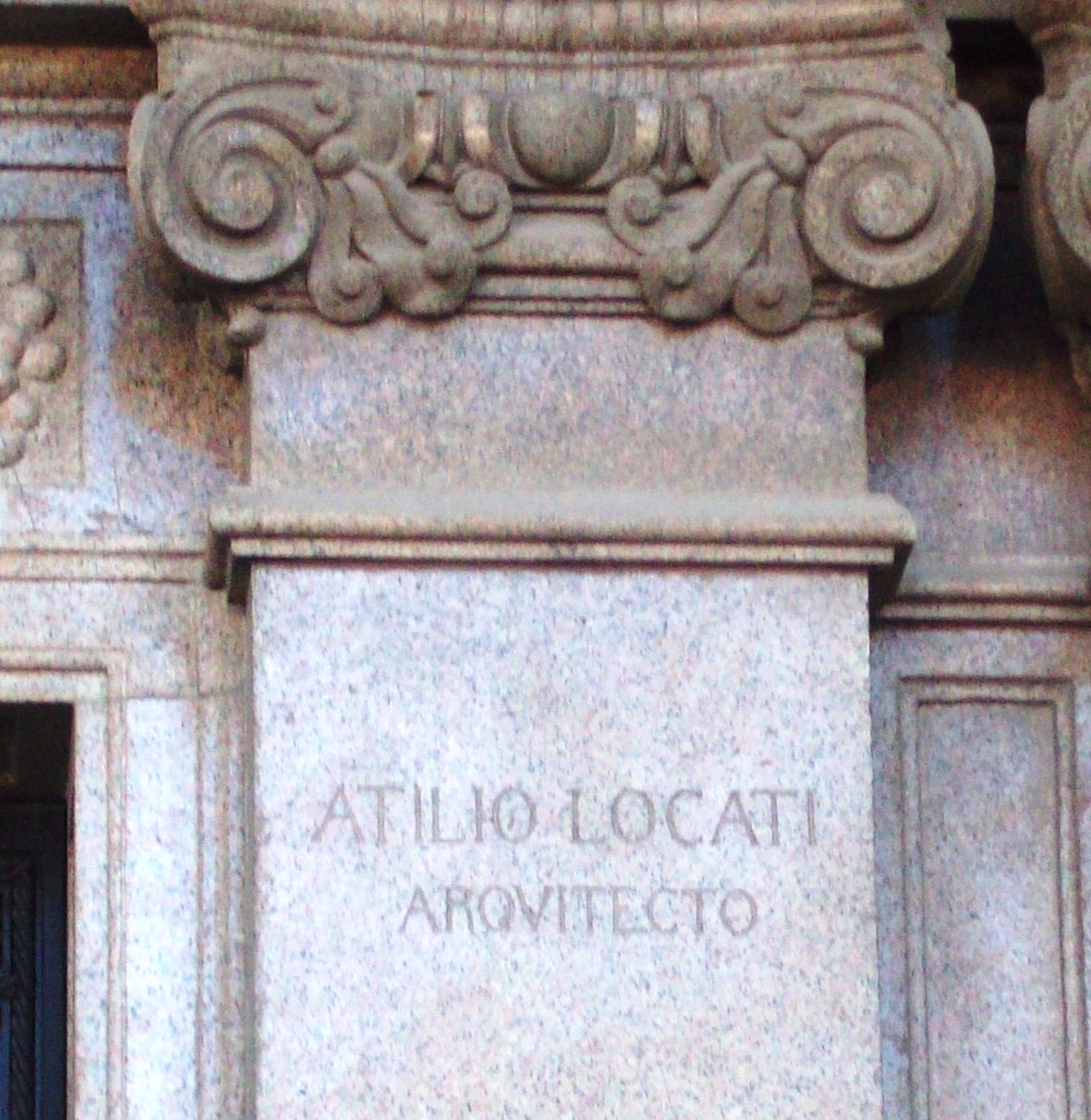
Nombre del arquitecto.
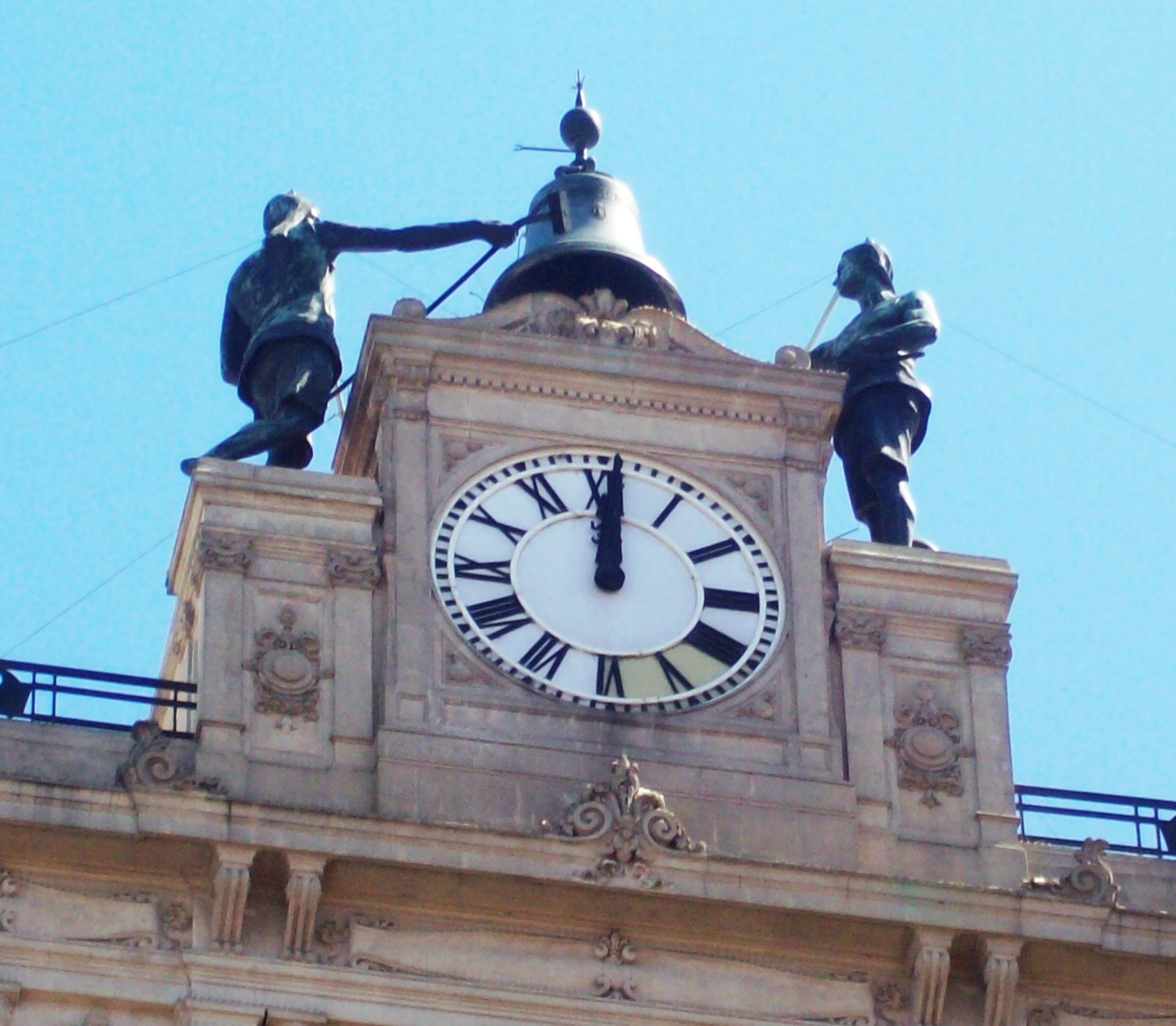
Detalle del reloj y estatuas.
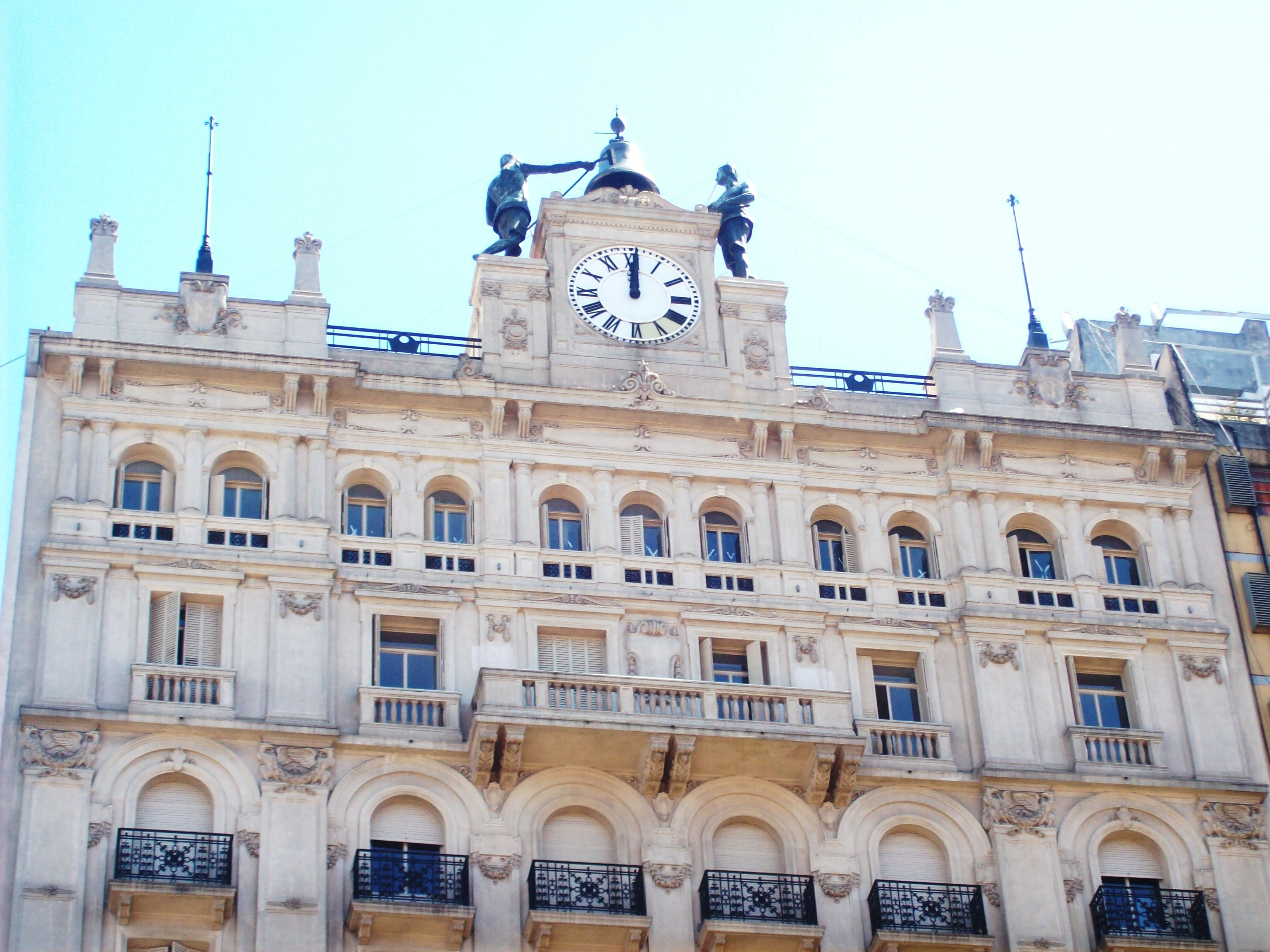
Plano general de la parte superior.

### Citas
1. 1 2  La Presidenta inauguró el edificio restaurado de la Auditoría General de la Nación Archivado el 15 de diciembre de 2014 en Wayback Machine. prensa.argentina.ar, 10 de diciembre de 2014
2. 1 2 3 4 5  Eduardo Parise. (27 de junio de 2011). «El palacio veneciano de Congreso» Días de Historia. Consultado el 3 de julio de 2011.